# Estádio Municipal Luizinho Turatti
Estádio Municipal Luizinho Turatti – stadion piłkarski w Espigão D'Oeste, Rondônia, Brazylia.